# W. G. Grace

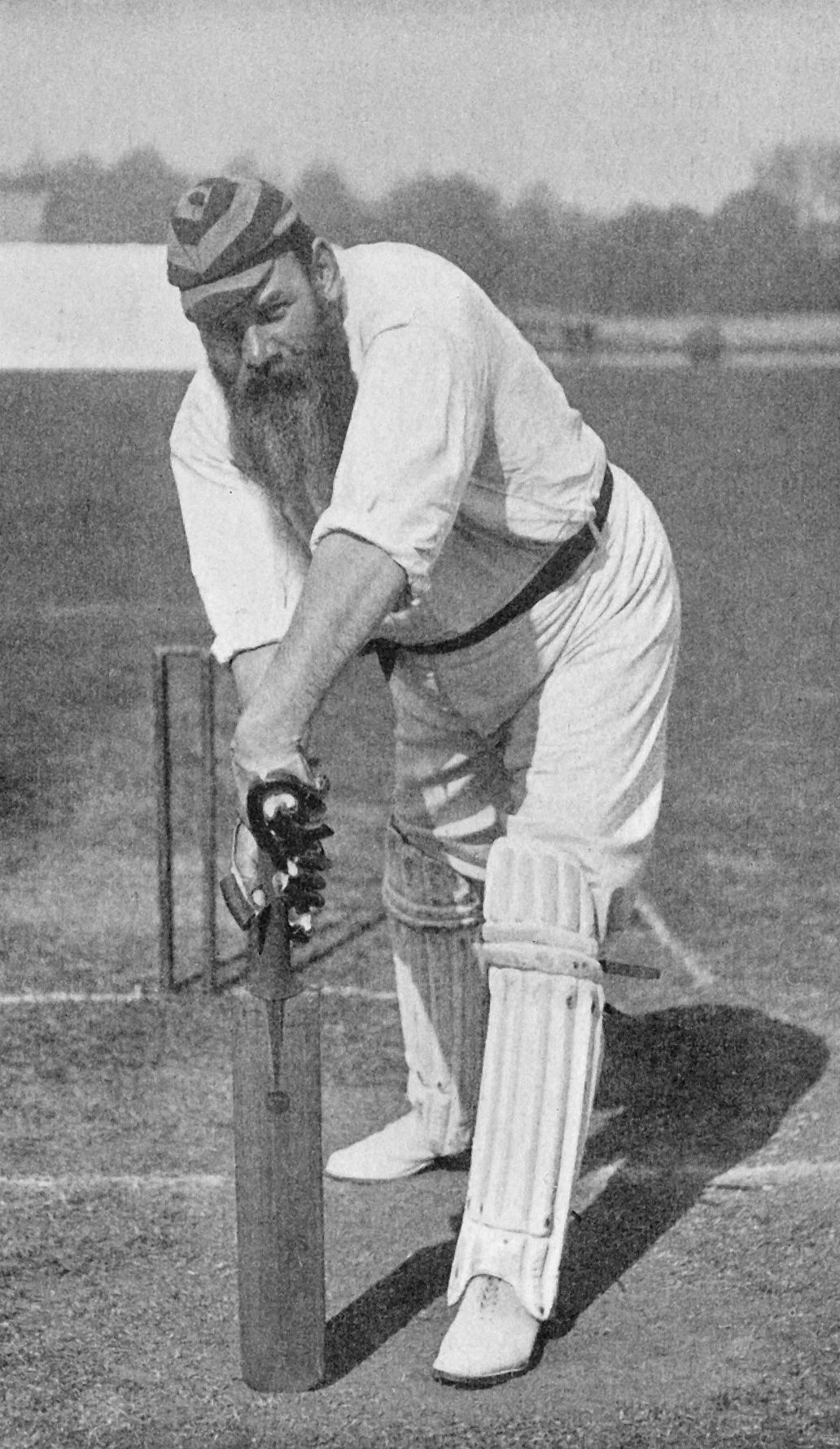
W. G. Grace en 1897

William Gilbert Grace (18 de julio de 1848-23 de octubre de 1915), más conocido como W. G., fue un  jugador de cricket inglés, considerado el «padre del cricket moderno».
Representó a Inglaterra en 22 ocasiones y en 1880, en su primer partido internacional (Test cricket), el más alto nivel del deporte, que se juega entre países reconocidos por el International Cricket Council, la  federación internacional, consiguió marcar 152 runs (carreras) durante los 251 minutos que duró su entrada del primer día, siendo la primera vez que la selección de críquet de Inglaterra marcara un century (100 runs) contra la selección de críquet de Australia.

## Desarrollo como jugador de críquet
Henry Grace fundó Mangotsfield Cricket Club en 1845 para representar a varios pueblos vecinos, incluido Downend. En 1846, este club se fusionó con el West Gloucestershire Cricket Club, cuyo nombre fue adoptado hasta 1867. Se ha dicho que la familia Grace dirigía el West Gloucestershire "casi como un club privado". Henry Grace logró organizar partidos contra Lansdown Cricket Club en Bath , que era el principal club de West Country. A West Gloucestershire le fue mal en estos juegos y, en algún momento de la década de 1850, Henry y Alfred Pocock decidieron unirse a Lansdown, aunque continuaron dirigiendo el West Gloucestershire y este siguió siendo su club principal.
Alfred Pocock jugó un papel fundamental en el entrenamiento de los hermanos Grace y pasó largas horas con ellos en el campo de práctica en Downend. EM, que era siete años mayor que WG, siempre había jugado con un bate de tamaño completo y, por lo tanto, desarrolló una tendencia, que nunca perdió, a golpear al otro lado de la línea, ya que el bate era demasiado grande para que él "jugara recto". Pocock reconoció este problema y decidió que WG y su hermano menor Fred no deberían seguir su ejemplo. Por lo tanto, diseñó bates más pequeños para ellos, para adaptarse a sus tamaños, y se les enseñó a jugar recto y "aprender a defender, con el hombro izquierdo bien adelantado", antes de intentar golpear.
Grace registró en sus Reminiscences que vio su primer gran partido de cricket en 1854 cuando apenas tenía seis años, la ocasión fue un juego entre el All-England Eleven de William Clarke (la AEE) y el veintidós de West Gloucestershire. Dice que él mismo jugó para el club de West Gloucestershire ya en 1857, cuando tenía nueve años, y jugó 11 entradas en 1859. El primer partido en CricketArchive que involucró a Grace fue en 1859, solo unos días después de su undécimo cumpleaños, cuando jugó en el Clifton Cricket Club contra el South Wales Cricket Club en Durdham Down, su equipo ganando por 114 carreras. Varios miembros de la familia Grace, incluido su hermano mayor EM, participaron en el partido. Grace bateó en el número 11 y anotó 0 y 0 no fuera. La primera vez que hizo una puntuación sustancial fue en julio de 1860 cuando anotó 51 para West Gloucestershire contra Clifton; escribió que ninguna de sus grandes entradas le dio más placer. Fue a través de EM que el apellido se hizo famoso por primera vez. Su madre, Martha, escribió lo siguiente en una carta al sucesor de William Clarke , George Parr, en 1860 o 1861:
Le escribo para pedirle que considere la inclusión de mi hijo, EM Grace, un bateador espléndido y una atrapada excelente, en su Inglaterra XI. Estoy seguro de que jugaría muy bien y le haría mucho crédito al equipo. Te puede interesar saber que tengo otro hijo, ahora de doce años, que con el tiempo será mucho mejor jugador que su hermano porque su golpe de espalda es más sólido y siempre juega con un bate recto.
Grace estaba a punto de cumplir trece años cuando, el 5 de julio de 1861, debutó con Lansdown y jugó dos partidos ese mes. EM había hecho su debut en 1857, a los dieciséis años. En agosto de 1862, a los 14 años, Grace jugó para West Gloucestershire contra un equipo de Devonshire. Un año más tarde, después de su ataque de neumonía que lo había dejado postrado en cama durante varias semanas, anotó 52 no fuera y tomó 5 wickets contra un Somerset XI. Poco después, fue uno de los cuatro miembros de la familia que jugaron para Bristol y Didcot XVIII contra los All-England Eleven. Lanzó bien y anotó 32 en los bolos de John Jackson, George Tarrant.y Cris Tinley . EM tomó diez wickets en el partido, que Bristol y Didcot ganaron por una entrada, y como resultado EM fue invitado a recorrer Australia unos meses más tarde con el equipo de Inglaterra de George Parr.
EM no regresó de Australia hasta julio de 1864 y su ausencia le dio a Grace la oportunidad de aparecer en los mejores escenarios del cricket.  Él y su hermano mayor Henry fueron invitados a jugar para el South Wales Club, que había organizado una serie de partidos en Londres y Sussex, aunque Grace se preguntó con humor cómo estaban calificados para representar al sur de Gales. Fue la primera vez que Grace dejó West Country e hizo su debut en The Oval y Lord's.

## Estilo y técnica

### Enfoque del críquet
El propio Grace tenía mucho que decir sobre cómo jugar al críquet en sus dos libros Cricket (1891) y Reminiscences (1899), ambos escritos por su propio autor. Su opinión fundamental era que los jugadores de críquet "no nacen", sino que deben ser cultivados para desarrollar sus habilidades a través del entrenamiento y la práctica; en su propio caso, había logrado su habilidad a través de la práctica constante de niño en casa bajo la tutela de su tío Alfred Pocock.
Aunque la ética del trabajo era de vital importancia en su desarrollo, Grace insistía en que el críquet también debía ser divertido y admitía libremente que toda su familia jugaba de una forma "ruidosa y bulliciosa" con mucha "paja" (un término victoriano para referirse a las bromas). W. G. y E. M. en particular destacaron a lo largo de sus carreras por ser ruidosos y bulliciosos en el campo. Eran extremadamente competitivos y siempre jugaban para ganar. A veces esto llegaba a extremos (por ejemplo, en una ocasión en la escuela, E. M. se enfadó tanto por una decisión en su contra que se fue a casa y se llevó los tocones con él), y se convirtió en el gamemanship por el que E. M. y W. G. siempre fueron polémicos.
Debido a sus dotes para el juego y a su insistencia en sus derechos, tal y como él los veía, Grace nunca disfrutó de buenas relaciones con los australianos en general, aunque tenía amigos personales como Billy Midwinter y Billy Murdoch. En 1874, un periódico australiano escribió: "En Australia no nos caía bien W. G. Para ser un hombre tan grande, es sorprendentemente tenaz en puntos muy pequeños. Pensamos que era demasiado apto para discutir con el espíritu de un duo-decimo abogado sobre pequeños puntos.
Lo mismo ocurría en Inglaterra, e incluso su viejo amigo Lord Harris estaba de acuerdo en que "su habilidad para el juego se sumaba al fondo de historias sobre él". Los australianos lo entendieron veinte años después cuando Joe Darling, de gira por Inglaterra por primera vez en 1896, dijo: "A todos nos dijeron que no confiáramos en el Viejo, ya que salía a ganar siempre y era un gran farolero".

### Bateo

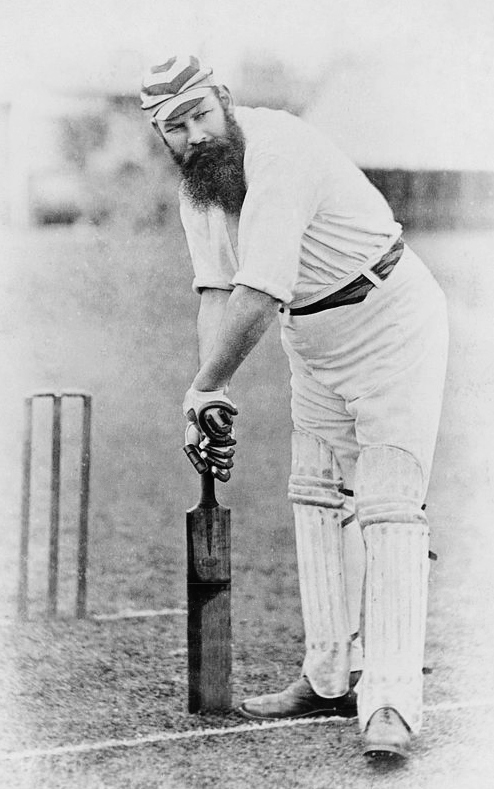
W. G. Grace haciendo guardia.

"W. G." era un bateador muy correcto. Su hombro izquierdo apuntaba al lanzador. Sostenía su bate recto y lo llevaba recto hacia la bola. Su barba colgaba justo sobre la bola cuando la golpeaba... la bola, quiero decir, no su barba. Era el bateador recto más potente que he visto nunca. Cuando golpeaba una bola, me alegraba de estar detrás de los tocones.
Coronel Frank Crozier, 'El hombre que jugaba con gracia'

Con respecto al bateo de Grace, C. L. R. James sostuvo que el mejor análisis de su estilo y técnica fue escrito por otro bateador de primera clase, K. S. Ranjitsinhji, en su Jubilee Book of Cricket (coescrito con C. B. Fry). Ranjitsinhji escribió que, por sus extraordinarias habilidades, Grace "revolucionó el críquet y desarrolló la mayoría de las técnicas del bateo moderno" y fue "la biblia del bateo". Antes de él, los bateadores jugaban hacia delante o hacia atrás y se especializaban en un golpe determinado. Grace "hizo de la utilidad el criterio de estilo" e incorporó tanto el juego hacia delante como hacia atrás en su repertorio de golpes, favoreciendo sólo el que era apropiado para la bola que se estaba lanzando en ese momento. En una frase muy citada, Ranjitsinhji dijo de Grace que "convirtió el viejo instrumento de una sola cuerda (es decir, el bate de críquet) en una lira de muchos acordes" y que "la teoría del bateo moderno es en esencia el resultado del pensamiento y el trabajo de W. G. en el juego".
Ranjitsinhji resumió la importancia de Grace para el desarrollo del críquet escribiendo: "Lo considero no sólo el mejor jugador nacido o por nacer, sino el creador del bateo moderno". El escritor y locutor de críquet John Arlott, en 1975, apoyó esta opinión al sostener que Grace "creó el críquet moderno".
Pero la extraordinaria habilidad de Grace ya había sido reconocida muy pronto en su carrera, especialmente por los jugadores profesionales. Un comentario muy premonitorio fue hecho por el lacónico jugador de bolas rápidas del Yorkshire y del equipo nacional de Inglaterra Tom Emmett quien, después de jugar contra Grace por primera vez en 1869, lo llamó un "nonsuch" (sin igual) que "debería ser obligado a jugar con un bate más pequeño".
H. S. Altham señaló que durante la mayor parte de la carrera de Grace, jugó en campos que "el escolar moderno consideraría no aptos para un partido en casa" y en terrenos sin límites donde cada golpe, incluidos los "al campo", tenían que ser ejecutados en su totalidad.  Rowland Bowen registra que 1895, el año del "Verano Indio" de Grace, fue la temporada en la que marga se utilizó por primera vez como agente aglutinante en la composición de los campos ingleses, siendo su beneficio asegurar "buenos wickets duraderos".
Fue gracias a la perseverancia de Alfred Pocock que Grace aprendió a jugar recto y a desarrollar una defensa sólida que le permitiera detener o abandonar los buenos lanzamientos y anotar en los malos. Esto contrastaba con E. M., que era "siempre un bateador" y cuya defensa básica no era tan sólida. Sin embargo, a medida que se desarrollaban las habilidades de Grace, él mismo se convirtió en un bateador muy potente con una amplia gama de golpes y, en su mejor momento, anotaba carreras libremente. A pesar de ser un todoterreno, Grace también era un bateador abridor.

### Lanzador
Como lanzador, Grace pertenecía a lo que Altham denomina la "escuela alta, casera y fácil de una época muy anterior".Utilizando una acción de roundarm, Grace era experto en variar tanto su ritmo como el arco de sus lanzamientos más lentos, que entraban desde el lado de la pierna del campo. La característica principal de sus lanzamientos era la excelente longitud que mantenía constantemente. Al principio lanzaba a una velocidad media constante, pero en la década de 1870 adoptó cada vez más su estilo más lento, que utilizaba un quiebro de pierna.  Llamaba a su golpe de pierna "leg-tweeker", pero ponía muy poco freno en la bola, sólo lo suficiente para llevarla a través de las piernas del bateador hacia el wicket, e invariablemente colocaba a un jardinero en una posición estratégica en el límite de la pierna cuadrada, una trampa que le traía éxitos ocasionales. Fue inusual en persistir con su acción de brazo redondo a lo largo de su carrera, cuando casi todos los demás jugadores de bolos adoptaron el nuevo estilo overarm.

### Campo
En sus mejores tiempos, Grace destacó por su excelente juego de campo y era un lanzador muy fuerte de la pelota; en una ocasión se le atribuyó haber lanzado la pelota de cricket 122 yardas durante una prueba de atletismo en Eastbourne. Atribuía esta habilidad a su infancia criado en el campo, en la que el lanzamiento de piedras a los cuervos era un ejercicio diario. Más tarde en su vida, Grace comentó el declive del nivel de los jugadores de campo ingleses y lo achacó a "la disminución del número de chicos criados en el campo que fortalecen sus brazos lanzando piedras a los pájaros en el campo".
Gran parte del éxito de Grace como jugador de bolos se debía a su magnífico trabajo de campo; en cuanto lanzaba la bola, cubría tanto terreno hacia la izquierda que se convertía en un mid-off más, y de este modo conseguía algunas capturas extraordinarias.
Al principio de su carrera, Grace solía jugar en la línea de fondo o en el punto de cobertura; más tarde, solía jugar en la línea de punto (véase Posiciones en el cricket). En su mejor momento, era un buen lanzador, un corredor rápido y un receptor seguro.